# Гук Петро Богданович
Петро́ Богда́нович Гу́к (1973—2022) — український військовослужбовець, учасник російсько-української війни, загинув внаслідок теракту в Оленівці.

## З життєпису
Навчався у Національному університеті «Львівська політехніка»; по тому закінчив економіко-правовий факультет Маріупольського державного університету.
Учасник Революції Гідності. 2014 року покинув все, із друзями приєднався до лав новоствореного полку «Азов». 2015-го під час виконання бойового завдання зазнав складної травми, по тому працював військовим сапером у складі полку. Згодом приєднався до відділу інженерного забезпечення.
З початком повномасштабного вторгнення продовжував службу за контрактом у складі «Азову». Із побратимами обороняв металургійний комбінат «Азовсталь».
Убитий в ніч з 28 на 29 липня 2022 року у Оленівці російськими окупантами.
Похований 29 червня 2023 року на полі почесних поховань Личаківського кладовища.
Без Петра лишились рідний брат та племінники.

## Нагороди
- Орден «За мужність» III ступеня[1].
- Відзнака Президента України «За участь в антитерористичній операції»
- пам'ятний знак «Захисник Маріуполя»